# Општина Градиштеа (Валча)
Градиштеа (рум. Grădiştea) општина је у Румунији у округу Валча.
Oпштина се налази на надморској висини од 282 m.